# Месопотамська низовина
Месопотамська низовина в Західній Азії — головна форма рельєфу. Межиріччя — давня назва низовини. У перекладі з грецької Месопотамія означає «земля між двох річок». Низовина знаходиться між долинами головних річок західної частини Азії — Тигр і Євфрат. Месопотамська низовина популярна не в географічному плані, а в історичному. Саме в Межиріччі, в долинах Тигру і Євфрату, зародилася одна з перших цивілізацій Стародавнього світу — Шумерська. Головним культурним осередком для всієї Азії стала Месопотамська низовина. Ще до VIII тисячоліття до н. е. відносяться перші згадки про те, що в долинах річок виникли перші селища і міста.

## Опис
Майже 400 тис. км². загальна площа Месопотамської низовини, витягнута на північний захід на 900 км, ширина — не більше 300 км. Бідна своєю різноманітністю та рослинністю. Переважно це субтропічна пустеля, галерейні ліси поширені лише вздовж річок, представлені вербами, євфратськими тополями, чагарниками очерету. У регіоні досить добре збереглася дика фауна, особливо багато птахів і кабанів в затоплюваних заростях вздовж річок. Скотарство — основне заняття місцевого населення. Абадан, Багдад і Басра — найбільші населені пункти, які розташувалися на території низовини.

## Розташування низовини
Рівнина розташована на території Іраку, Кувейту, Ірану та Сирії. Зона з'єднання докембрійскої Аравійської платформи і молодого гірського хребта Загросу і Тавра (Альпійсько-Гімалайська складчастість) є передовим прогином низовини. Тектонічний прогин дуже глибокий і представлений відкладеннями мезо-кайнозою і палеозою, тут і була утворена дана форма рельєфу. До 15 км пластових відкладень.

## Клімат
Знаходиться Месопотамська низовина з в районі, де переважає субтропічний і континентальний клімат. До пустельного тропічного клімату відноситься південна частина низовини. Піщані бурі поширені влітку в південному регіоні. +7…+12 ° С — середні температури взимку, +34 ° С — влітку. Максимум може досягати + 48 ° С.

## Природні ресурси
Величезні запаси нафти і газу знаходяться у Месопотамії. В Іраку, та в Ірані розташовані родовища із цими природними ресурсами. Розвиток міст і транспортної мережі пов'язаний із нафтовидобувною промисловістю це посилює вплив людини на природні процеси в екстремальних умовах аридних територій. Процеси опустелювання, які розвиваються в південних частинах регіону є особливо небезпечними.